# عوف عبد الرحمن يوسف
عوف عبد الرحمن يوسف (ولد في 24 نوفمبر 1960) هو عداء عراقي تنافس في سباق 200 متر في دورة الألعاب الأولمبية الصيفية عام 1988.

## روابط خارجية
- عوف عبد الرحمن يوسف على موقع أوليمبيديا (الإنجليزية)